# Steatoda chinchipe
Steatoda chinchipe là một loài nhện trong họ Theridiidae.
Loài này thuộc chi Steatoda. Steatoda chinchipe được Herbert Walter Levi miêu tả năm 1962.